# Nicola Benedetti
Nicola Benedetti, CBE (* 19. Juli 1987 in West Kilbride, Schottland) ist eine britische Violinistin.

## Leben und Karriere
Nicola Benedetti wurde 1987 in West Kilbride in der westschottischen Grafschaft North Ayrshire als Tochter eines Italieners und einer Schottin geboren. Im Alter von vier Jahren begann sie Violinespielen zu lernen. Achtjährig wurde sie Konzertmeisterin im National Childrens Orchestra von Großbritannien. Sie besuchte die Wellington School in Ayr und wechselte 1997 an die Yehudi Menuhin School für junge Musiker in Surrey. Am Ende des ersten Jahres spielte sie beim Jahreskonzert der Schule 1998 in der Wigmore Hall als Solistin. In der Westminster Abbey trat sie anlässlich eines Gedenkkonzerts auf, das das Leben und Werk von Yehudi Menuhin würdigte.
Im Jahr 1999 trat Nicola Benedetti mit dem National Youth Orchestra of Scotland in Holyrood Palace auf. 2000 spielte der Teenager mit dem Royal Scottish National Orchestra und der Scottish Opera. 2002 gewann sie den United Kingdom’s Brilliant Prodigy Competition. Kurz darauf verließ die Fünfzehnjährige die Yehudi Menuhin School und begann ein Privatstudium bei Maciej Rakowski, dem ehemaligen Konzertmeister des English Chamber Orchestra.
2004 gewann Benedetti im Finale in der Usher Hall in Edinburgh den BBC Young Musician of the Year Wettbewerb mit ihrer Präsentation des 1. Violinkonzerts von Karol Szymanowski, begleitet vom BBC Scottish Symphony Orchestra. Nicht zuletzt dieser Erfolg bescherte ihr einen Vertrag über 1 Million britische Pfund mit Deutsche Grammophon/Universal Music Group Classics and Jazz für sechs Alben.
Mit 20 Jahren wurde Nicola Benedetti die Ehrendoktorwürde der Glasgow Caledonian University verliehen. Sie wurde damit eine der jüngsten Trägerinnen dieser Auszeichnung. 2011 erhielt sie die Ehrendoktorwürde der University of Edinburgh. 2012 trat sie als Solistin bei der populären Last Night of the Proms in der Royal Albert Hall in London auf und erreichte durch TV-Ausstrahlung in alle Welt ein Millionenpublikum.
Nicola Benedetti trat zeitweilig mit ihrem ehemaligen Freund, dem deutschen Cellisten Leonard Elschenbroich und dem russischen Pianisten Alexei Grynyuk als Trio auf. Ein weiterer Höhepunkt in ihrer Karriere war ein Gastauftritt bei „Rod Stewart’s Christmas“, ein Weihnachtskonzert, das Ende November 2012 ausgestrahlt wurde.
Am Neujahrstag 2013 wurde Nicola Benedetti mit dem britischen Verdienstorden Member of the Order of the British Empire (MBE) für ihre Verdienste in Musik und Wohltätigkeit ausgezeichnet. 2019 folgte die Ernennung zum Range des Commanders of the Order of the British Empire (CBE).
Von der Saison 2015/16 bis 2017/18 ist Nicola Benedetti Künstlerin der Reihe »Junge Wilde« am Konzerthaus Dortmund gewesen.
Im Juli 2025 bestätigte sie ihre Ehe mit dem Musiker Wynton Marsalis. Seit 2024 haben sie eine Tochter.

## Diskografie
- 2005: Karol Szymanowski: Violinkonzert No.1 (Deutsche Grammophon)
- 2006: Felix Mendelssohn Bartholdy: Violinkonzert (Deutsche Grammophon)
- 2007: Vaughan Williams und John Tavener (Universal Classics and Jazz)
- 2009: Fantasie (Decca Records)
- 2010: Peter Tschaikowski und Max Bruch: Violinkonzerte (Deutsche Grammophon)
- 2011: Italia
- 2012: The Silver Violin
- 2014: Homecoming
- 2016: Shostakovich / Glazunov
- 2019: Wynton Marsalis: Violin Concerto / Fiddle Suite
- 2019: Edward Elgar (Decca Records)
- 2020: Baroque (Decca Records)